# Ahmed Ezz
Ahmed Ezz (23 de julio de 1971) es un actor egipcio.
Él y el director bosnio Danis Tanović fueron galardonados con el Premio a la Excelencia Faten Hamama en la 45ª edición del Festival Internacional de Cine de El Cairo en 2024.
Ezz estuvo casado brevemente con la cantante egipcia Angham antes de que el matrimonio fuera anulado en 2012. Tuvo gemelos en octubre de 2013 con la actriz egipcia Zeina.

## Filmografía

### Películas
- Al Rahena / El Fantasma (2007)
- Al Maslaha / El Beneficio (2012)
- Al Hafla (2013)
- El Crimen (2022)
- Kira y El Gin (2022)